# Luke Campbell
Luke Campbell (* 27. září 1987 v Hullu, Spojené království) je bývalý britský profesionální boxer, nastupující v lehké váze.
Je olympijským vítězem z her 2012 v Londýně v bantamové váze. O rok dříve získal ve stejné kategorii stříbro na amatérském mistrovství světa v Baku.
V roce 2013 započal profesionální kariéru, v červenci 2021 pak oznámil její konec. Je 175 cm vysoký a je levák.

## Medaile z mezinárodních amatérských soutěží
- Olympijské hry – zlato 2012
- Mistrovství světa – stříbro 2011
- Mistrovství Evropy – zlato 2008
- Mistrovství Evropské unie – bronz 2009

(vše bantamová váha)

## Profibilance
24 utkání – 20 vítězství (16x k.o.) – 4 porážky
| Výsledek | Bilance | Soupeř                  | Typ výsledku | Kolo     | Datum      | Místo konání                                                    |
| výhra    | 1-0     | Andy Harris             | TKO          | 1. z 6   | 13.7.2013  | Craven Park Stadium, Hull, Spojené království                   |
| výhra    | 2-0     | Neil Hepper             | TKO          | 1. z 6   | 5.10.2013  | O2 Arena, Londýn, Spojené království                            |
| výhra    | 3-0     | Lee Connelly            | TKO          | 5. z 6   | 2.11.2013  | Ice Arena, Hull, Spojené království                             |
| výhra    | 4-0     | Chuck Jones             | body         | 4 kola   | 23.11.2013 | Phones 4u Arena , Manchester, Spojené království                |
| výhra    | 5-0     | Scott Moises            | 8. z 8       | TKO      | 22.2.2014  | Ice Arena, Hull, Spojené království                             |
| výhra    | 6-0     | Craig Woodruff          | body         | 6 kol    | 12.7.2014  | Echo Arena, Liverpool, Spojené království                       |
| výhra    | 7-0     | Steve Trumble           | KO           | 2. z 6   | 16.8.2014  | StubHub Center, Carson, USA                                     |
| výhra    | 8-0     | Krzysztof Szot          | TKO          | 7. z 8   | 20.9.2014  | Wembley Arena, Londýn, Spojené království                       |
| výhra    | 9-0     | Daniel Eduardo Brizuela | TKO          | 5. z 12  | 25.10.2014 | Hull Arena, Hull, Spojené království                            |
| výhra    | 10-0    | Levis Morales           | TKO          | 3. z 8   | 7.3.2015   | Ice Arena, Hull, Spojené království                             |
| výhra    | 11-0    | Aboubeker Bechelaghem   | TKO          | 3. z 8   | 9.5.2015   | Barclaycard Arena, Birmingham, Spojené království               |
| výhra    | 12-0    | Tommy Coyle             | TKO          | 10. z 12 | 1.8.2015   | Barclaycard Arena, Birmingham, Spojené království               |
| prohra   | 12-1    | Ivan Mendy              | body (1:2)   | 12 kol   | 12.12.2015 | O2 Arena, Londýn, Spojené království                            |
| výhra    | 13-1    | Gary Sykec              | TKO          | 2. z 12  | 26.3.2016  | Sheffield Arena, Sheffield, Spojené království                  |
| výhra    | 14-1    | Argenis Mendez          | body (3:0)   | 12 kol   | 30.7.2016  | First Direct Arena, Leeds, Spojené království                   |
| výhra    | 15-1    | Derry Mathews           | KO           | 4. z 12  | 15.10.2016 | Echo Arena, Liverpool, Spojené království                       |
| výhra    | 16-1    | Jairo Lopez             | TKO          | 2. z 12  | 25.2.2017  | Ice Arena, Hull, Spojené království                             |
| výhra    | 17-1    | Darleys Perez           | TKO          | 9. z 12  | 29.4.2017  | Wembley, Londýn, Spojené království                             |
| porážka  | 17-2    | Jorge Linares           | body (2:1)   | 12 kol   | 23.9.2017  | Forum, Inglewood (Kalifornie), Spojené státy americké           |
| výhra    | 18-2    | Troy James              | TKO          | 5. z 6   | 5.5.2018   | O2 Arena, Greenwich, Spojené království                         |
| výhra    | 19-2    | Yvan Mendy              | body (3:0)   | 12       | 22.9.2018  | Wembley, Londýn, Spojené království                             |
| výhra    | 20-2    | Adrian Yung             | TKO          | 5. z 10  | 15.3.2019  | Liacouras Center, Filadelfie, Pensylvánie, USA                  |
| porážka  | 20-3    | Vasyl Lomačenko         | body (0:3)   | 12 kol   | 31.8.2019  | O2 Arena, Greenwich, Spojené království                         |
| porážka  | 20-4    | Ryan García             | KO           | 7. z 12  | 2.1.2021   | American Airlines Center, Dallas, Texas, Spojené státy americké |

## Zajímavosti
- má dvě děti
- dědeček byl mistrem Irska v boxu
- je držitelem Řádu britského imperia